# Königsborn (bei Magdeburg)
Königsborn (bei Magdeburg) este o comună din landul Saxonia-Anhalt, Germania.